# Раут
Окръг Раут (на английски: Routt County) е окръг в щата Колорадо, Съединени американски щати. Площта му е 6133 km², а населението е 24 829 души (1 април 2020). Административен център е град Стиймбоут Спрингс.